# 카마이클 수
수론에서 카마이클 수(Carmichael number)는 합성수 n이 그보다 작고 n과 서로소인 임의의 b에 대해 합동식 bn − 1 ≡ 1 (mod n)를 만족할 때, 그 n을 가리키는 용어이다. 카마이클 수가 만족하는 조건은 소수가 만족하는 페르마 소정리로, 유사소수의 하나이다. 미국의 수학자 로버트 대니얼 카마이클의 이름을 따 명명되었다.
페르마 소정리에 따르면 gcd(a,p) = 1인 모든 소수 p와 임의의 정수 a에 대해 ap − 1 ≡ 1 (mod p), 이 역은 성립하지 않는다. 그 반례가 바로 카마이클 수이며, 이 카마이클 수가 gcd(a,n)=1인 모든 정수 a에 대하여 페르마 소정리의 역을 만족하는 경우 이를 강한 유사소수라고 한다. 카마이클 수는 무한하게 많이 존재한다.
10만보다 작은 카마이클 수는 다음과 같다. (OEIS의 수열 A002997)
561, 1105, 1729, 2465, 2821, 6601, 8911, 10585, 15841, 29341, 41041, 46657, 52633, 62745, 63973, 75361, …